# Adrià Comella i Carnicé
Adrià Comella i Carnicé (Vilanova de Segrià, 1972), és un polític i metge català.
Llicenciat en Medicina i Cirurgia per la Universitat de Lleida i estudis en administració i direcció d'empreses i gestió pública a ESADE, va iniciar la seva carrera professional en la divisió de consultoria d'estratègia del grup Indra i a partir d'aquí ha anat desenvolupament tasques de consultor d'empreses sobretot en àrees d'estratègia i organització. Els últims anys ha assessorat a empreses i governs d'Europa i Amèrica Llatina en sectors com la logística, la salut, el medi ambient i l'administració pública així mateix ha treballat com gestor d'actius a Catalunya Caixa i Farré Consulting.
Des de juny de 2018 fou director del Servei Català de la Salut (Catsalut) i durant el seu mandat coincidí amb els temps més complicats de la Pandèmia de COVID-19 a Catalunya. Fou substituït en el càrrec per Gemma Craywinckel l'ú de juny de 2021.
Fou el responsable de l'àrea comercial de l'Institut de formació contínua de la Universitat de Barcelona on liderava el desenvolupament del traspàs de coneixement i formació universitària a empreses. En l'àmbit social, ha estat Adjunt del Rector de la Universitat de Lleida mentre estudiava medicina, membre del Consell Interuniversitari de Catalunya i fundador i primer president de l'Associació d'Antics Alumnes de la Universitat de Lleida. Posteriorment fou secretari general del Departament de Justícia, des d'on va impulsar el tancament de la presó Model de Barcelona i la reordenació del conjunt del sistema penitenciari, així com la potenciació de la digitalització dels jutjats de Catalunya i els serveis d'atenció a les víctimes.